# غرايموث
غرايموث (بالإنجليزية: Greymouth)‏ هي بلدة، تتبع حي الرمادي، بلغ عدد سكانها 9٬870 نسمة، رمزها البريدي هو 7805.

## المناخ
يظهر الجدول التالي التغييرات المناخية على مدار السنة لغرايموث:
| البيانات المناخية لـغرايموث                   | البيانات المناخية لـغرايموث | البيانات المناخية لـغرايموث | البيانات المناخية لـغرايموث | البيانات المناخية لـغرايموث | البيانات المناخية لـغرايموث | البيانات المناخية لـغرايموث | البيانات المناخية لـغرايموث | البيانات المناخية لـغرايموث | البيانات المناخية لـغرايموث | البيانات المناخية لـغرايموث | البيانات المناخية لـغرايموث | البيانات المناخية لـغرايموث | البيانات المناخية لـغرايموث |
| الشهر                                         | يناير                       | فبراير                      | مارس                        | أبريل                       | مايو                        | يونيو                       | يوليو                       | أغسطس                       | سبتمبر                      | أكتوبر                      | نوفمبر                      | ديسمبر                      | المعدل السنوي               |
| --------------------------------------------- | --------------------------- | --------------------------- | --------------------------- | --------------------------- | --------------------------- | --------------------------- | --------------------------- | --------------------------- | --------------------------- | --------------------------- | --------------------------- | --------------------------- | --------------------------- |
| الدرجة القصوى °م (°ف)                         | 28.8 (83.8)                 | 29.7 (85.5)                 | 27.7 (81.9)                 | 25.0 (77.0)                 | 23.8 (74.8)                 | 18.0 (64.4)                 | 18.1 (64.6)                 | 19.3 (66.7)                 | 22.3 (72.1)                 | 23.2 (73.8)                 | 26.5 (79.7)                 | 28.8 (83.8)                 | 29.7 (85.5)                 |
| متوسط درجة الحرارة الكبرى °م (°ف)             | 19.7 (67.5)                 | 19.9 (67.8)                 | 18.9 (66.0)                 | 16.8 (62.2)                 | 14.5 (58.1)                 | 12.4 (54.3)                 | 11.9 (53.4)                 | 12.8 (55.0)                 | 14.1 (57.4)                 | 15.1 (59.2)                 | 16.5 (61.7)                 | 18.4 (65.1)                 | 15.9 (60.6)                 |
| المتوسط اليومي °م (°ف)                        | 16.1 (61.0)                 | 16.3 (61.3)                 | 15.2 (59.4)                 | 13.1 (55.6)                 | 10.9 (51.6)                 | 8.8 (47.8)                  | 8.1 (46.6)                  | 9.0 (48.2)                  | 10.4 (50.7)                 | 11.7 (53.1)                 | 13.1 (55.6)                 | 14.9 (58.8)                 | 12.3 (54.1)                 |
| متوسط درجة الحرارة الصغرى °م (°ف)             | 12.5 (54.5)                 | 12.7 (54.9)                 | 11.5 (52.7)                 | 9.5 (49.1)                  | 7.3 (45.1)                  | 5.2 (41.4)                  | 4.3 (39.7)                  | 5.2 (41.4)                  | 6.8 (44.2)                  | 8.3 (46.9)                  | 9.7 (49.5)                  | 11.5 (52.7)                 | 8.7 (47.7)                  |
| أدنى درجة حرارة °م (°ف)                       | 3.8 (38.8)                  | 1.5 (34.7)                  | 0.1 (32.2)                  | −0.1 (31.8)                 | −2.2 (28.0)                 | −2.5 (27.5)                 | −2.4 (27.7)                 | −2.4 (27.7)                 | −2.4 (27.7)                 | −0.7 (30.7)                 | 1.0 (33.8)                  | 2.9 (37.2)                  | −2.5 (27.5)                 |
| معدل هطول الأمطار مم (إنش)                    | 202.3 (7.96)                | 161.5 (6.36)                | 188.6 (7.43)                | 209.5 (8.25)                | 220.7 (8.69)                | 218.0 (8.58)                | 193.6 (7.62)                | 191.6 (7.54)                | 197.3 (7.77)                | 225.1 (8.86)                | 210.1 (8.27)                | 225.6 (8.88)                | 2٬442٫5 (96.16)             |
| متوسط الأيام الممطرة (≥ 1.0 mm)               | 12.5                        | 10.8                        | 12.6                        | 13.7                        | 15.4                        | 14.6                        | 13.9                        | 15.0                        | 15.9                        | 17.4                        | 15.5                        | 15.0                        | 171.4                       |
| متوسط الرطوبة النسبية (%) (at {{{time day}}}) | 82.5                        | 84.4                        | 84.4                        | 84.8                        | 85.5                        | 84.3                        | 83.5                        | 82.0                        | 82.1                        | 82.1                        | 81.2                        | 82.1                        | 83.1                        |
| ساعات سطوع الشمس الشهرية                      | 196.7                       | 173.2                       | 157.6                       | 131.4                       | 104.5                       | 89.6                        | 107.9                       | 130.3                       | 135.8                       | 147.7                       | 164.1                       | 173.8                       | 1٬719٫1                     |
| المصدر: CliFlo                                |                             |                             |                             |                             |                             |                             |                             |                             |                             |                             |                             |                             |                             |

## معرض صور

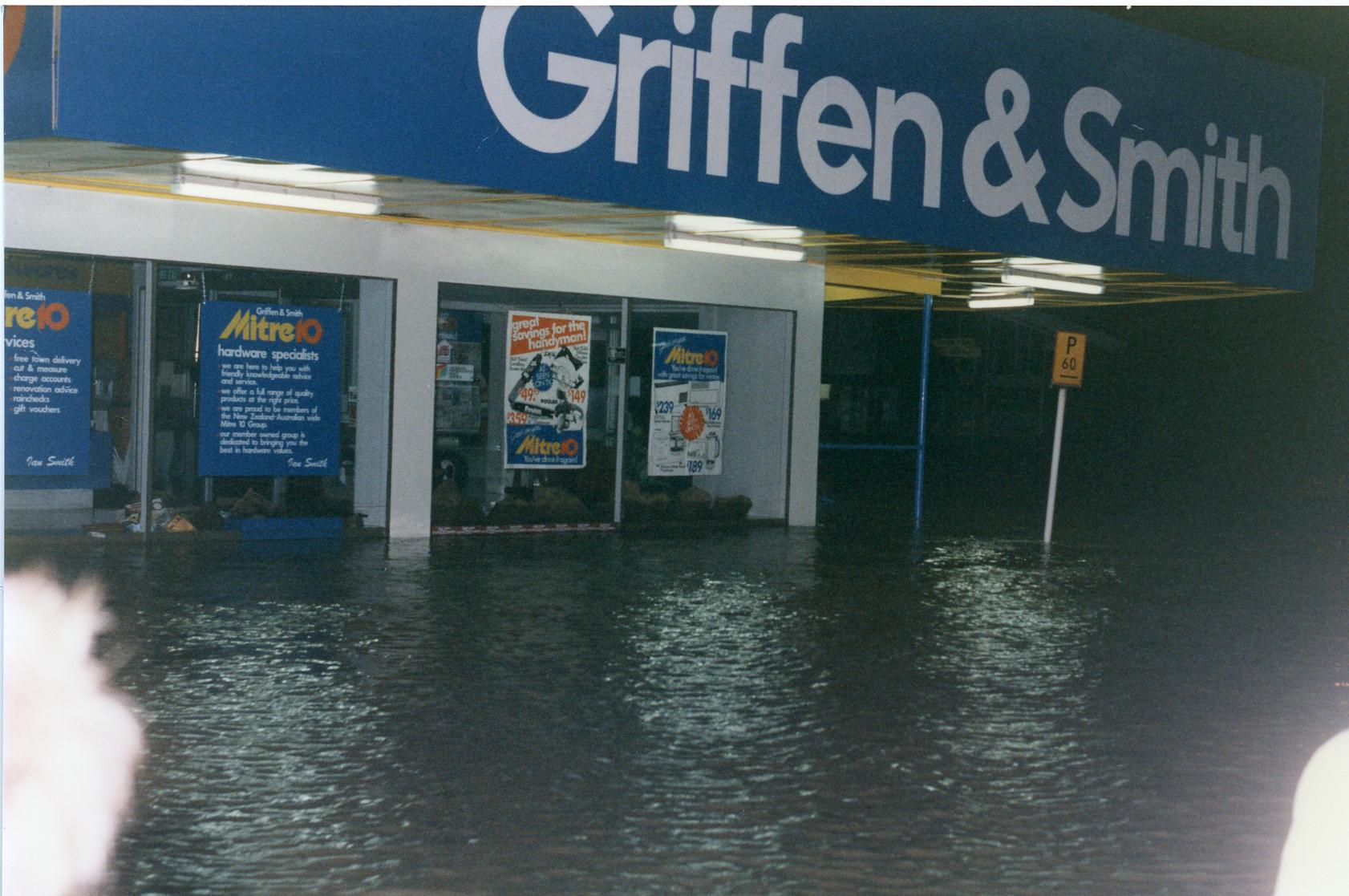
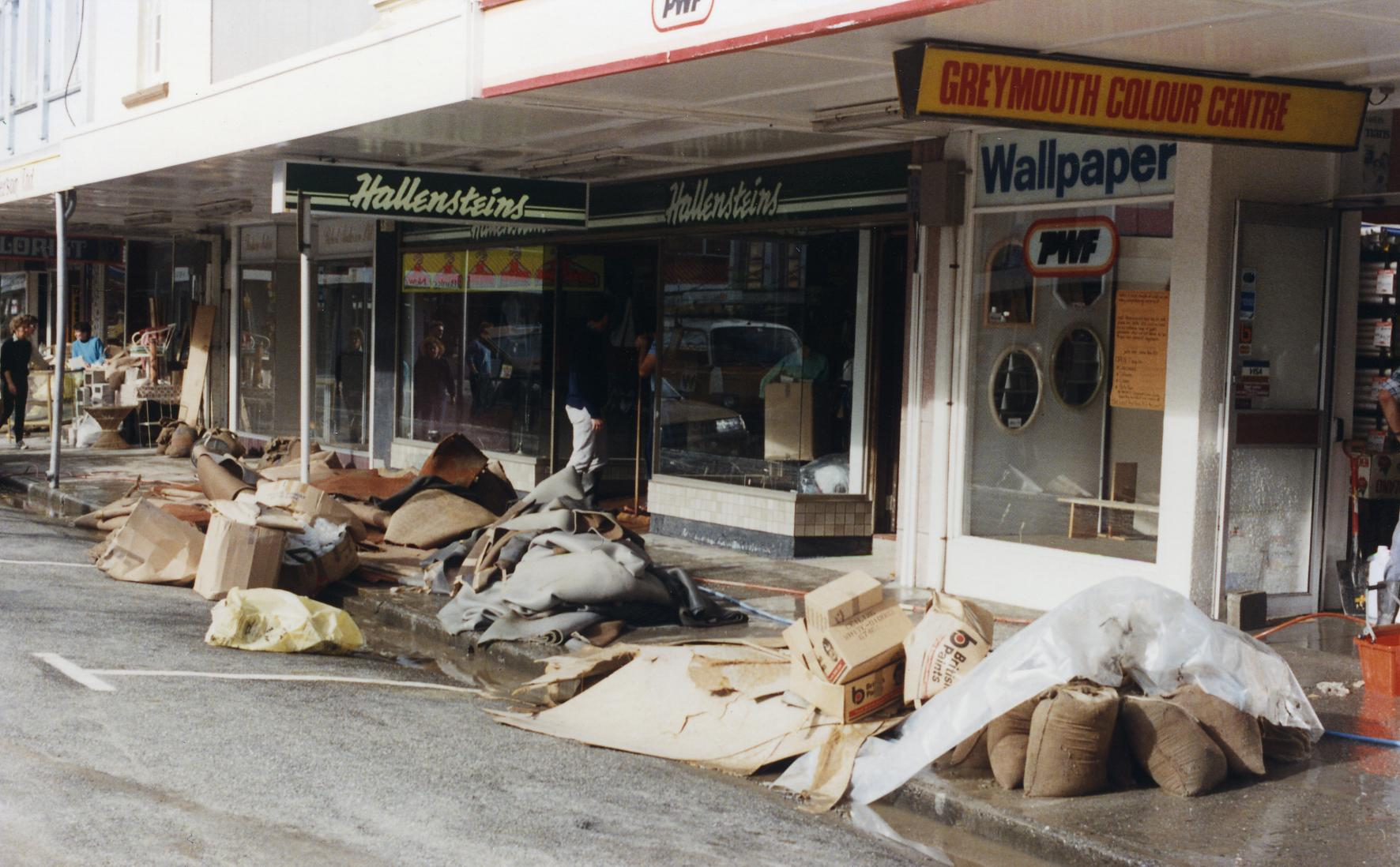
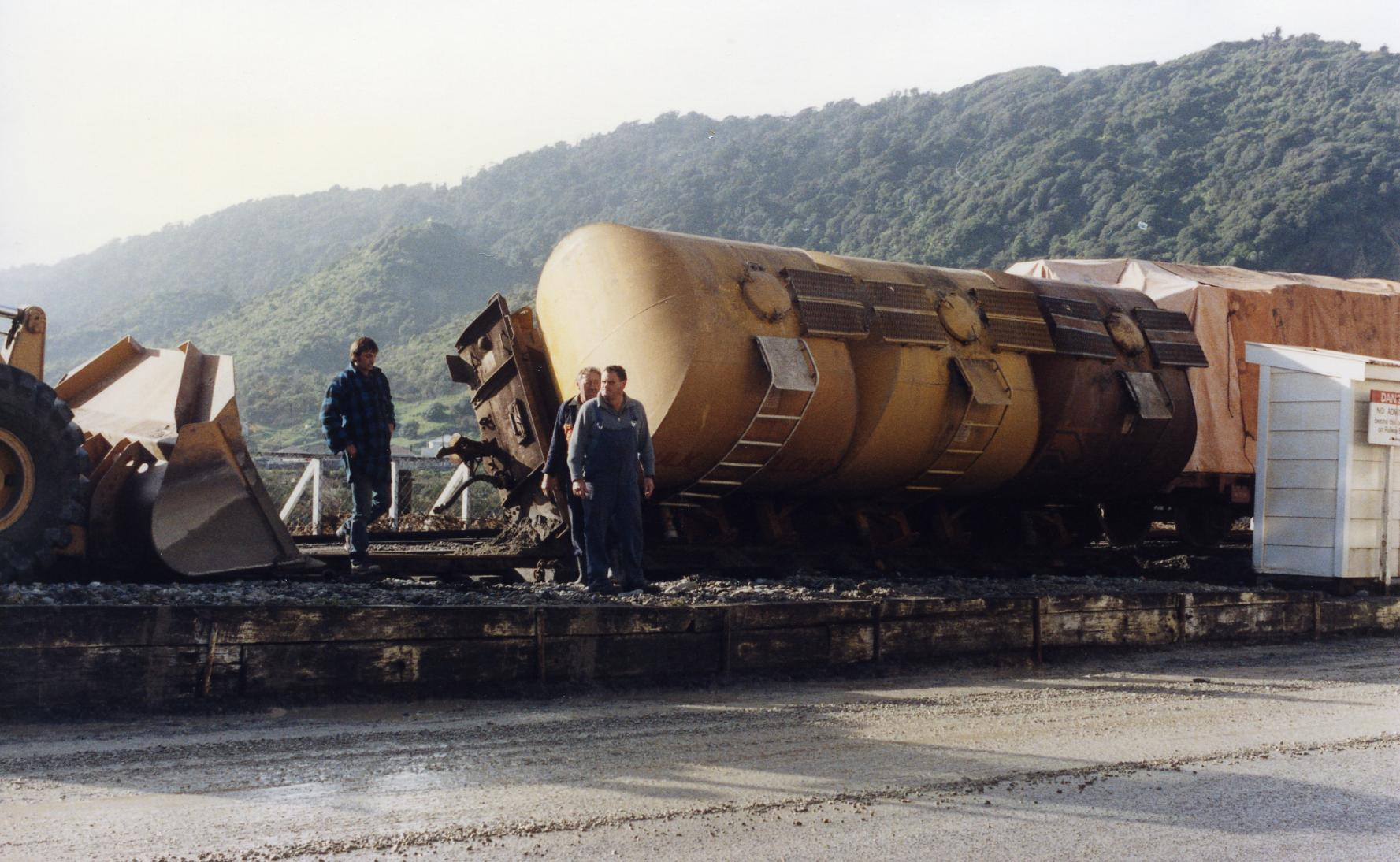
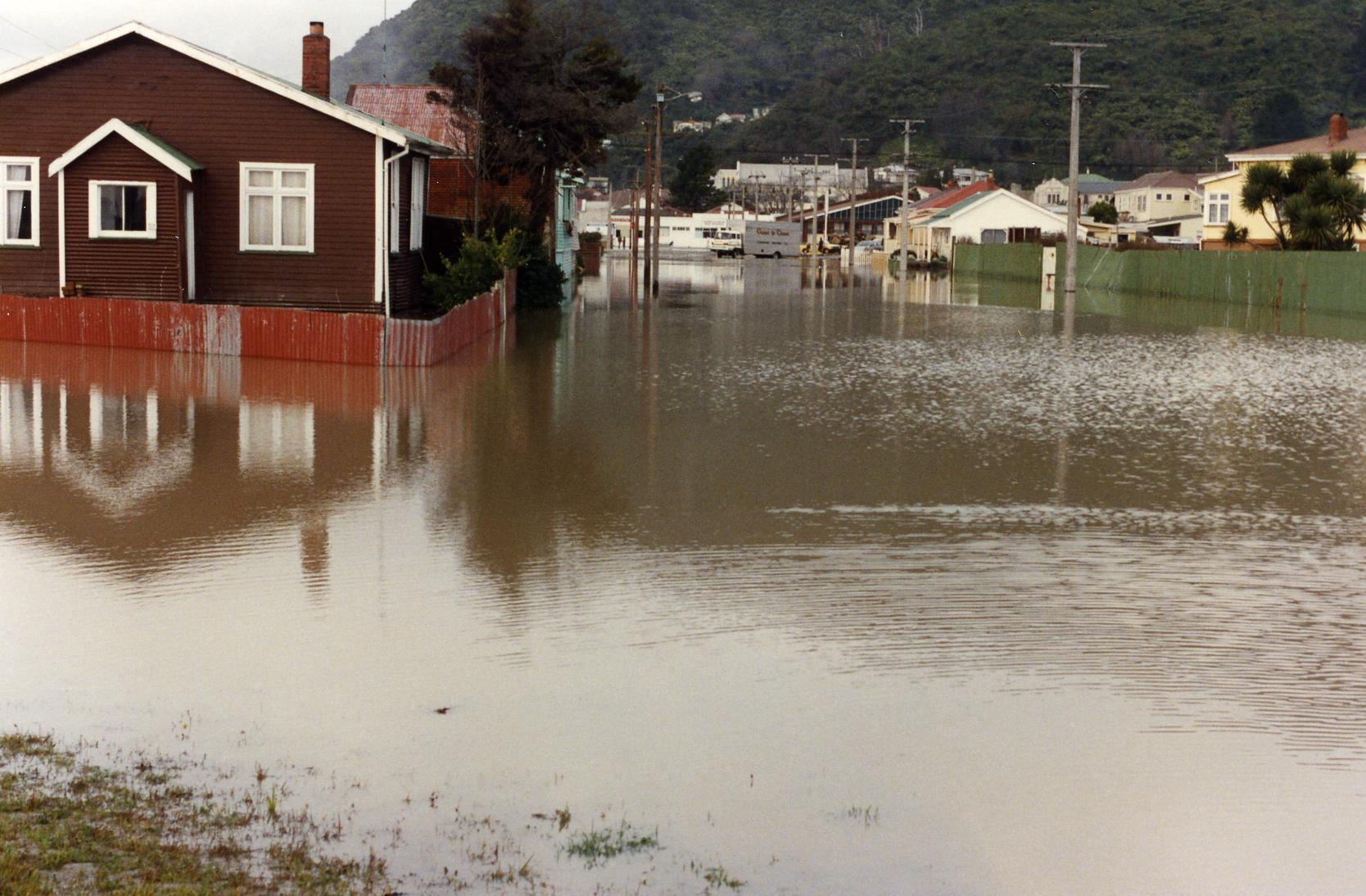
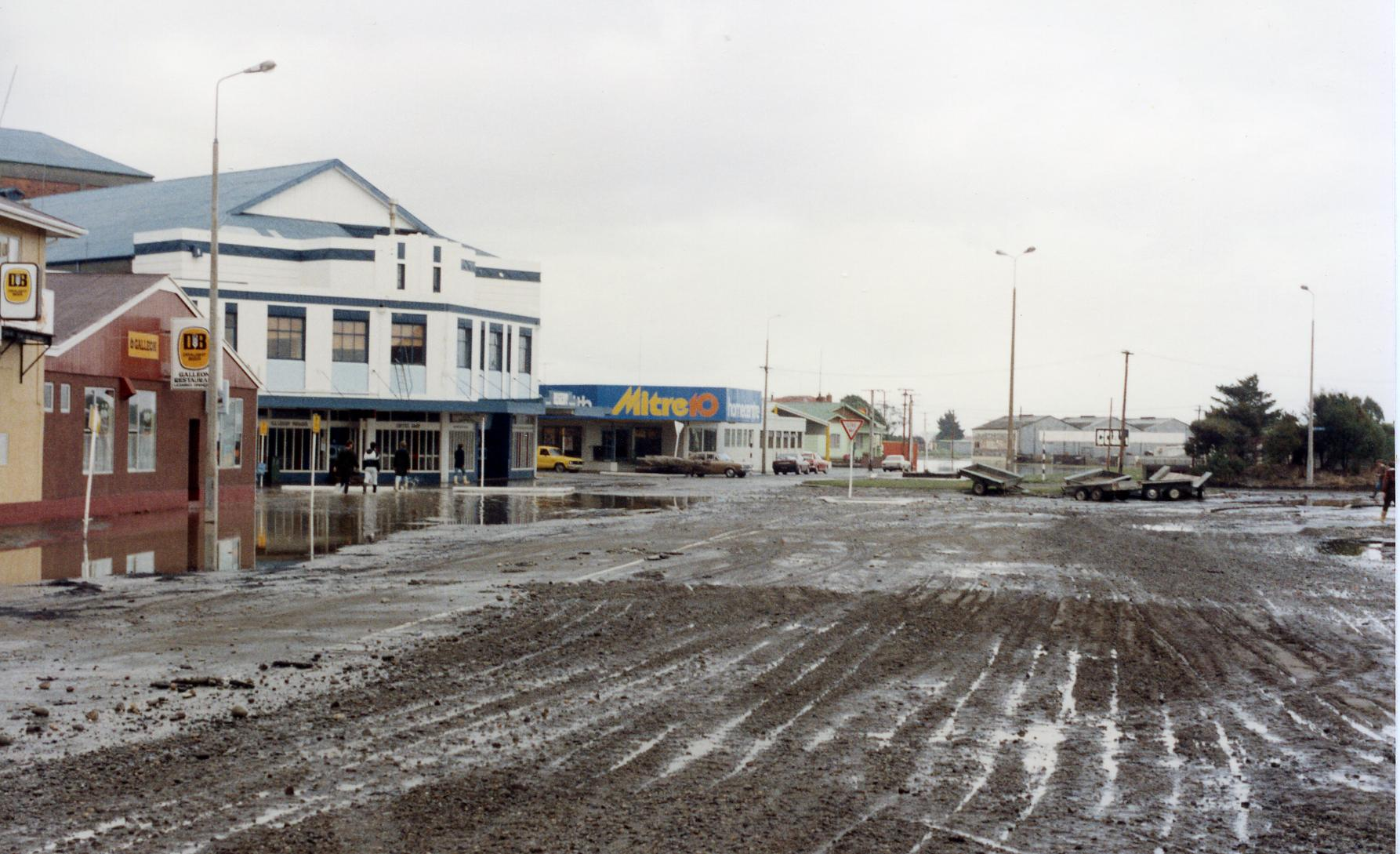

## أعلام
- بيل بيرسون
- باول كول
- ألان س. جيلمور
- رونالد كينغ
- جاك فورست
- جاك ستيل
- جون نيوتن
- بيتر براون
- جوناثان بينيت
- بيرت لوي